# Holiday Bowl
Le Holiday Bowl est un match annuel d'après saison régulière de football américain universitaire.
Il a lieu depuis 1978 à San Diego au San Diego Stadium (ex San Diego County Credit Union Stadium et ex Qualcomm Stadium).
Cet événement est sponsorisé depuis la saison 2023 par la société DirectTV remplaçant l'ancien sponsor San Diego County Credit Union (en).
Les premiers sponsors ont été les sociétés suivantes :  SeaWorld (1986–1990), Thrifty Car Rental (1991–1994), Plymouth (1995–1997), Culligan (1998–2001), Pacific Life Insurance Company (2002-2009), Bridgepoint Education (2010–2012) et National University (2013-2016).
En 2013 et 2014, la dotation' pour ce match était de 2,075 M. US$ par équipe et en 2019, de 6 532 700 US$.

## Liens avec les Conférénces
Le premier Holiday Bowl a eu lieu en 1978.
Il fut créé pour permettre à nouveau aux équipes de la WAC (Western Athletic Conference) de participer à un bowl après que l'association avec le Fiesta Bowl fut rompue. En 1977, en effet, les équipes d'Arizona et d'Arizona State quittèrent cette conférence pour rejoindre la Pacific-8 Conference, le stade d'Arizona State restant l'hôte du Fiesta Bowl. Le champion des équipes restantes de la WAC fut automatiquement qualifié pour le Holiday Bowl. Il rencontrera lors des premières éditions une équipe éligible choisie at-large.
De 1986 jusqu'en 1994, c'est la Big-10 Conference qui fournira le challenger du champion de la WAC à la condition qu'elle ait assez d'équipe éligible.
En 1995, la Big-8 Conference remplacera la Big-10 jusqu'à ce qu'elle devienne (à la suite de l'augmentation de son nombre d'équipe) la Big-12.
Le champion de la WAC fut de préférence lié à ce moment avec le Cotton Bowl Classic de Dallas. Pour pallier cette éventuelle défection de la WAC, c'est une équipe de la Pacific-10 Conference (Pac-10) qui serait choisie parmi ses équipes éligibles. (Donc si le champion de la WAC jouait le Cotton Bowl, c'était une équipe de la Pac-12 qui jouait le Holiday Bowl). Cet accord pris fin en 1998 à la suite du retrait définitif de la WAC.
Depuis, le bowl a mis en présence une équipe de la Big-12 (ex Big-8) et de l'actuelle Pac-12 (ex Pac-10).
Au départ, le match opposait le #2 de la Pac-12 au #3 de la Big-12 mais cette opposition fut ensuite réservée à l'Alamo Bowl. Selon le directeur général du Holiday Bowl, Bruce Binkowski, le prix moyen des tickets aurait dû être augmenté de 60 à 100 $ pour concurrencer l'offre de 3 millions $ de l'Alamo Bowl (l'Holiday Bowl offrait 2,35 millions $).
L'actuelle Pac-12 et la Big-12 conservèrent leur lien avec l'Holiday Bowl mais en contrepartie, il ne mit plus en présence de 2010 à 2012, que le #3 de la Pac-12 et le #5 de la Big-12.
En 2013, le match sera joué par le #2 de la Pac-12 à la suite du fait que l'Alamo Bowl eut choisi Oregon en lieu et place de Arizona State.
Pour 2014 et les années suivantes, ce seront les #3 de la Pac-12 et le #4 de la Big-10 qui se rencontreront.

## Événements associés au Bowl
Un des événements le plus populaire associé au Holiday Bowl est le Wiener Nationals soit la finale du championnat national de course pour Teckel. Le Bowl est aussi associé à la  Big Bay Balloon Parade, organisé par la société d'utilité publique, le Port of San Diego et actuellement parrainé par l'institution financière San Diego County Credit Union.

## Logos et sponsors

### Historique des sponsors
- - SeaWorld (1986–1990)
  - Thrifty Car Rental (1991–1994)
  - Plymouth (1995–1997)
  - Culligan (1998–2001)
  - Pacific Life Insurance Company (2002–2009)
  - Bridgepoint Education (2010–2012)
  - National University (2013-2016)
  - San Diego County Credit Union (2017-2022)
  - DirectTV (depuis 2023)

### Dénominations officielles du Bowl
- Holiday Bowl (1978–1985)
- Sea World Holiday Bowl (1986–1990)
- Thrifty Car Rental Holiday Bowl (1991–1994)
- Plymouth Holiday Bowl (1995–1997)
- Culligan Holiday Bowl (1998–2001)
- Pacific Life Holiday Bowl (2002–2009)
- Bridgepoint Education Holiday Bowl (2010–2012)
- National University Holiday Bowl (2013-2016)
- San Diego County Credit Union Holiday Bowl (2017-2019, 2022)
- DirectTV Holiday Bowl (depuis 2023)

### Anciens logos

1978 à 1985
1986 à 1990
1993 à 1997
1997 à 2001
2002 à 2009
2010 à 2012
Logo alternatif
2013 à 2016
2017 à 2022

## Palmarès

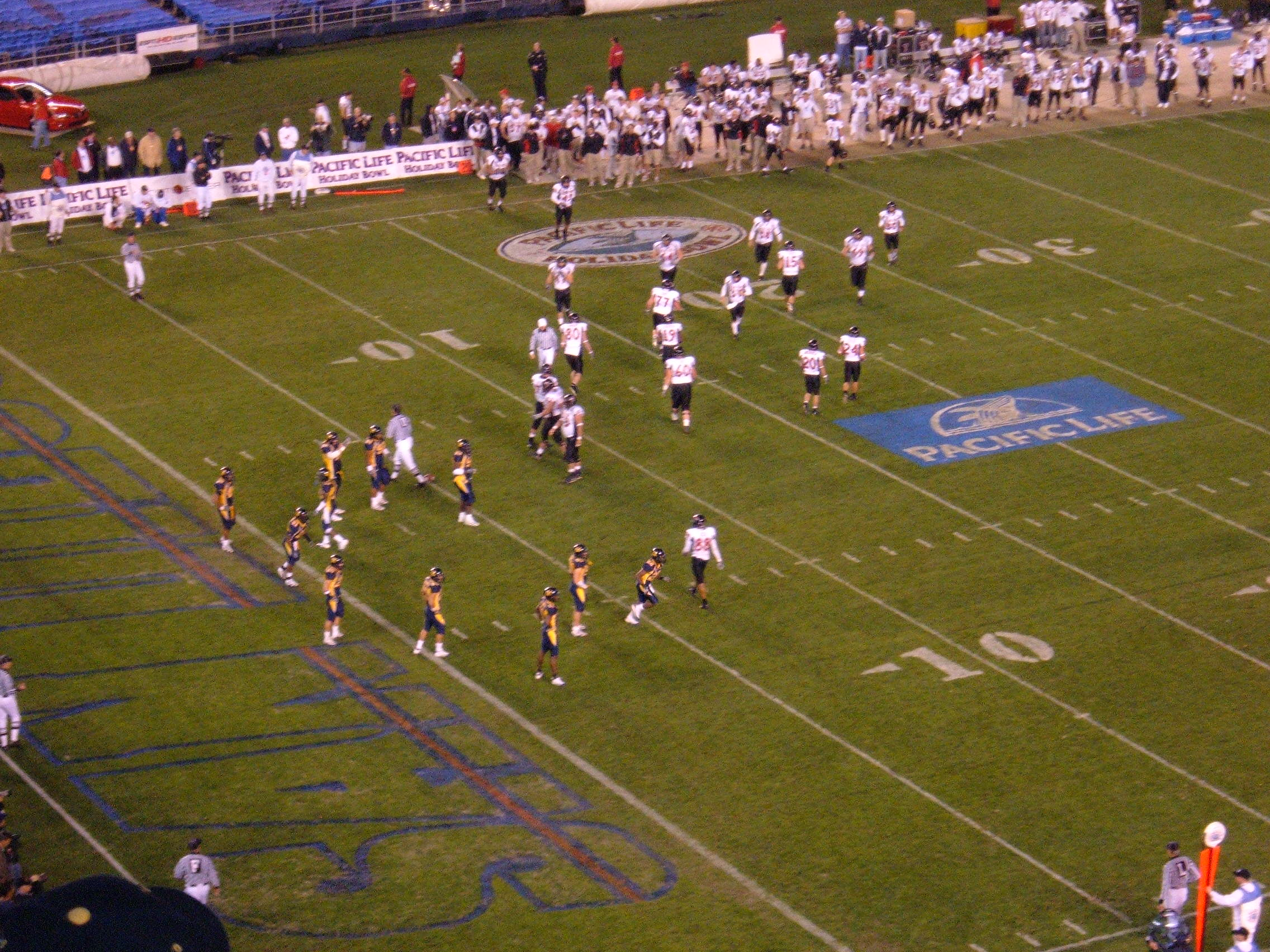
Texas Tech à l'attaque lors du Holiday Bowl de 2004.

Le champion de la WAC, Brigham Young University a participé aux sept premières éditions du Holiday Bowl.
Lors du match inaugural du 22 décembre 1978, les Midshipmen de la Navy sortaient d'une excellente saison, avec un bilan de 8 victoires pour trois défaites en saison régulière et la victoire au Commander-in-Chief's Trophy. Ils parachevèrent le travail en gagnant le Holiday Bowl sur le score de 23 à 16 après un renversement de situation contre les super favoris, les Cougars de BYU.
BYU a joué à onze reprises le Holiday Bowl et en détient ainsi actuellement le record de participations.
Le match de 1980 est surnommé The Miracle Bowl. En effet, BYU remporte le match sur le dernier jeu après avoir été mené de 20 points par SMU (Southern Methodist).
Quatre ans après, dirigés par coach LaVell Edwards, BYU remporte la finale nationale au Holiday Bowl en battant 24 à 17, les Wolverines du Michigan dirigés par coach Bo Schembechler. C'est la seule fois où la finale nationale s'est jouée lors du Holiday Bowl et la seule fois où la finale nationale a eu lieu en décembre. C'est en fait à cause du contrat liant la WAC au Holiday Bowl que la finale nationale se disputa lors d'un bowl non majeur. BYU sortait invaincue et classée #1 à l'issue de la saison régulière. Elle dut de ce fait rencontrer l'équipe de Michigan qui affichait un modeste palmarès de 6 victoires pour 5 défaites en saison régulière.
Lors des dernières éditions, le bowl est devenu celui des "surprises", les favoris n'émergeant que très rarement.
- En 2003, #15 Washington State bat 28 à 20 le favori #5 Texas.
- En 2004, l'équipe de California Golden Bears (bien que classée #4 en fin de saison tout en ayant un maigre avantage de 0,012 9 points sur l'équipe de Texas classée #5, elle ne fut pas invitée à un bowl majeur à cause du lobbying effectué par coach Mack Brown de Texas) sortant d'une saison régulière avec un bilan de 10 victoire contre 1 défaite fut largement dominée par l'équipe de Texas Tech Red Raiders (#23) qui gagna sur le score de 45 à 31.
- En 2005, l'équipe d'Oregon classée #6 en fin de saison (10 victoires pour 1 défaite) doit jouer sans son QB vedette Kellen Clemenslost. Ils sont battus 17 à 14 par l'équipe d'Oklahoma qui venait de gagner 6 de ses 7 dernières rencontres.
- En 2010, après avoir été battue en finale de divisions de la Big 12, #17 Nebraska doit rencontrer Washington équipe qu'elle a battu 56 à 21 en saison régulière et qui affiche un bilan de 6 victoires pour 6 défaites en saison régulière. Washington remporte néanmoins le Holiday Bowl sur le score de 19 à 7....
- En 2012, après avoir perdu la finale de divisions de la Pac-12, #17 UCLA perd également le Holiday Bowl sur le score sans appel de 49 à 26 contre Baylor équipe non classée !

| Dates | Vainqueurs                                    | Scores                                        | Perdants                                      | Assistance                                    | Conférences                                   |                                               |
| ----- | --------------------------------------------- | --------------------------------------------- | --------------------------------------------- | --------------------------------------------- | --------------------------------------------- | --------------------------------------------- |
| 1978  | Navy Midshipmen # 15 (10-3)                   | 23-16                                         | BYU Cougars (9-5)                             | 52 500                                        | Ind. - WAC                                    |                                               |
| 1979  | Indiana Pacers (8-4)                          | 38-37                                         | BYU Cougars # 13 (11-2)                       | 52 200                                        | Big Ten - WAC                                 |                                               |
| 1980  | BYU Cougars # 12 (12-1)                       | 46-45                                         | SMU Mustangs # 20 (8-5)                       | 50 214                                        | WAC - SWC                                     |                                               |
| 1981  | BYU Cougars # 13 (11-2)                       | 38-36                                         | Washington State Cougars (8-2-2)              | 52 419                                        | WAC - Pac-10                                  |                                               |
| 1982  | Ohio State Buckeyes #12 (9-3)                 | 47-17                                         | BYU Cougars (8-4)                             | 52 533                                        | Big Ten - WAC                                 |                                               |
| 1983  | BYU Cougars #7 (11-1)                         | 21-17                                         | Missouri Tigers (7-5)                         | 51 480                                        | WAC - Big 8                                   |                                               |
| 1984  | BYU Cougars # 1 (13-0)                        | 24-17                                         | Michigan Wolverines (6-6)                     | 61 243                                        | WAC - Big Ten                                 |                                               |
| 1985  | Arkansas Razorbacks # 14 (10-2)               | 18-17                                         | Arizona State Sun Devils (8-4)                | 42 324                                        | SWC - Pac-10                                  |                                               |
| 1986  | Iowa Hawkeyes # 19 (9-3)                      | 39-38                                         | San Diego State Aztecs (8-4)                  | 59 473                                        | Big Ten - WAC                                 |                                               |
| 1987  | Iowa Hawkeyes # 18 (10-3)                     | 20-19                                         | Wyoming Cowboys (10-2)                        | 61 892                                        | Big Ten - WAC                                 |                                               |
| 1988  | Oklahoma State Cowboys # 12 (10-2)            | 62-14                                         | Wyoming Cowboys # 15 (11-2)                   | 60 718                                        | Big 8 - WAC                                   |                                               |
| 1989  | Penn State Nittany Lions # 18 (8-3-1)         | 50-39                                         | BYU Cougars # 19 (10-3)                       | 61 113                                        | Ind. - WAC                                    |                                               |
| 1990  | Texas A&M Aggies (9-3-1)                      | 65-14                                         | BYU Cougars # 13 (10-3)                       | 61 441                                        | SWC - WAC                                     |                                               |
| 1991  | Iowa Hawkeyes (10-1-1)                        | 13-13                                         | BYU Cougars (7-4-1)                           | 60 646                                        | Big Ten - WAC                                 |                                               |
| 1992  | Hawaii Rainbow Warriors #2 0 (11-2)           | 27-17                                         | Illinois Fighting Illini (6-4-2)              | 44 457                                        | WAC - Big Ten                                 |                                               |
| 1993  | Ohio State Buckeyes # 11 (10-1-1)             | 28-21                                         | BYU Cougars (6-6)                             | 52 108                                        | Big Ten - WAC                                 |                                               |
| 1994  | Michigan Wolverines #20 (8-4)                 | 24-14                                         | Colorado State Rams # 10 (10-2)               | 59 453                                        | Big Ten - WAC                                 |                                               |
| 1995  | Kansas State Wildcats # 10(10-2)              | 54-21                                         | Colorado State Rams (8-4)                     | 51 051                                        | Big 8 - WAC                                   |                                               |
| 1996  | Colorado Buffaloes # 8 (10-2)                 | 33-21                                         | Washington Huskies # 13 (9-3)                 | 54 749                                        | Big 12 - Pac-10                               |                                               |
| 1997  | Colorado State Rams # 18 (10-2)               | 35-24                                         | Missouri Tigers # 23 (7-5)                    | 50 761                                        | WAC - Big 12                                  |                                               |
| 1998  | Arizona Wildcats # 7 (12-1)                   | 23-20                                         | Nebraska Cornhuskers # 11 (9-4)               | 65 354                                        | Pac-10 - Big 12                               |                                               |
| 1999  | Kansas State Wildcats # 6 (11-1)              | 24-20                                         | Washington Huskies (7-5)                      | 57 118                                        | Big 12 - Pac-10                               |                                               |
| 2000  | Oregon Ducks # 10 (10-2)                      | 35-30                                         | Texas Longhorns # 12 (9-3)                    | 63 278                                        | Pac-10 - Big 12                               |                                               |
| 2001  | Texas Longhorns # 7 (11-2)                    | 47-43                                         | Washington Huskies # 15 (8-4)                 | 60 548                                        | Big 12 - Pac-10                               |                                               |
| 2002  | Kansas State Wildcats # 8 (11-2)              | 34-27                                         | Arizona State Sun Devils (8-6)                | 58 517                                        | Big 12 - Pac-10                               |                                               |
| 2003  | Washington State Cougars # 16 (10-3)          | 28-20                                         | Texas Longhorns # 6 (10-3)                    | 61 102                                        | Pac-10 - Big 12                               |                                               |
| 2004  | Texas Tech Red Raiders # 22 (8-4)             | 45-31                                         | California Golden Bears # 5 (10-2)            | 66 222                                        | Big 12 - Pac-10                               |                                               |
| 2005  | Oklahoma Sooners # 23 (8-4)                   | 17-14                                         | Oregon Ducks # 5 (10-2)                       | 65 416                                        | Big 12 - Pac-10                               |                                               |
| 2006  | California Golden Bears # 18 (10-3)           | 45-10                                         | Texas A&M Aggies # 21 (9-4)                   | 62 395                                        | Pac-10 - Big 12                               |                                               |
| 2007  | Texas Longhorns # 19 (10-3)                   | 52-34                                         | Arizona State Sun Devils # 11 (10-3)          | 64 020                                        | Big 12 - Pac-10                               |                                               |
| 2008  | Oregon Ducks # 17 (11-3)                      | 42-31                                         | Oklahoma State Cowboys # 13 (9-5)             | 59 106                                        | Pac-10 - Big 12                               |                                               |
| 2009  | Nebraska Cornhuskers # 22 (10-4)              | 33-00                                         | Arizona Wildcats # 20 (8-5)                   | 64 607                                        | Big 12 - Pac-10                               |                                               |
| 2010  | Washington Huskies (7-6)                      | 19-07                                         | Nebraska Cornhuskers # 18 (10-4)              | 57 291                                        | Pac-10 - Big 12                               |                                               |
| 2011  | Texas Longhorns # 24 (8-5)                    | 21-10                                         | California Golden Bears (7-6)                 | 56 313                                        | Big 12 - Pac-10                               |                                               |
| 2012  | Baylor Bears (7-5)                            | 49-26                                         | UCLA Bruins # 17 (9-4)                        | 55 507                                        | Big 12 - Pac 12                               |                                               |
| 2013  | Texas Tech Red Raiders (8-5)                  | 19-07                                         | Arizona State Sun Devils # 14 (10-4)          | 52 930                                        | Big 12 - Pac 12                               |                                               |
| 2014  | USC Trojans #24 (9-4)                         | 45-42                                         | Nebraska Cornhuskers(9-4)                     | 55 789                                        | Pac 12 - Big 10                               | Note                                          |
| 2015  | Wisconsin Badgers (9-3)                       | 23-21                                         | #25 USC Trojans (8-5)                         | 48 329                                        | Big 10 - Pac 12                               | Note                                          |
| 2016  | Minnesota Golden Gophers (8–4)                | 17-12                                         | Washington State Cougars (8–4)                | 48 704                                        | Big 10 - Pac 12                               | Note                                          |
| 2017  | #16 Michigan State Spartans (9–3)             | 42-17                                         | #18 Washington State Cougars (9–3)            | 47 092                                        | Big 10 - Pac 12                               | Note                                          |
| 2018  | #22 Northwestern Wildcats (8-5)               | 31-20                                         | #17 Utah Utes (9-4)                           | 47 007                                        | Big 10 - Pac 12                               | Note                                          |
| 2019  | #16 Iowa Hawkeyes (9-3)                       | 49 - 24                                       | #22 USC Trojans (8-4)                         | 50 123                                        | Big 10 - Pac 12                               | Note                                          |
| 2020  | Annulé à la suite de la pandémie de Covid-19. | Annulé à la suite de la pandémie de Covid-19. | Annulé à la suite de la pandémie de Covid-19. | Annulé à la suite de la pandémie de Covid-19. | Annulé à la suite de la pandémie de Covid-19. | Annulé à la suite de la pandémie de Covid-19. |
| 2021  | Annulé à la suite de la pandémie de Covid-19  | Annulé à la suite de la pandémie de Covid-19  | Annulé à la suite de la pandémie de Covid-19  | Annulé à la suite de la pandémie de Covid-19  | Annulé à la suite de la pandémie de Covid-19  | Annulé à la suite de la pandémie de Covid-19  |
| 2022  | #15 Oregon Ducks (9-3)                        | 28 - 27                                       | North Carolina Tar Heels (9-4)                | 36 242                                        | Pac 12 - ACC                                  | Note                                          |
| 2023  | USC Trojans (7-5)                             | 42 - 28                                       | #16 Louisville Cardinals                      | 35 317                                        | Pac 12 - ACC                                  | Note                                          |

## Meilleurs Joueurs du Bowl (MVPs)
M.à.j. le 4 décembre 2024
| Dates            | Joueurs           | Équipes         | Postes |
| ---------------- | ----------------- | --------------- | ------ |
| 22 décembre 1978 | Phil McConkey     | Navy            | WR     |
| 22 décembre 1978 | Tom Enlow         | BYU             | LB     |
| 21 décembre 1979 | Marc Wilson       | BYU             | QB     |
| 21 décembre 1979 | Tim Wilbur        | Indiana         | CB     |
| 19 décembre 1980 | Jim McMahon       | BYU             | QB     |
| 19 décembre 1980 | Craig James       | SMU             | RB     |
| 18 décembre 1981 | Jim McMahon       | BYU             | QB     |
| 18 décembre 1981 | Kyle Whittingham  | BYU             | LB     |
| 17 décembre 1982 | Tim Spencer       | Ohio State      | RB     |
| 17 décembre 1982 | Garcia Lane       | Ohio State      | CB     |
| 23 décembre 1983 | Steve Young       | BYU             | QB     |
| 23 décembre 1983 | Bobby Bell        | Missouri        | DE     |
| 21 décembre 1984 | Robbie Bosco      | BYU             | QB     |
| 21 décembre 1984 | Leon White        | BYU             | LB     |
| 22 décembre 1985 | Bobby Joe Edmonds | Arkansas        | RB     |
| 22 décembre 1985 | Greg Battle (en)  | Arizona State   | LB     |
| 30 décembre 1986 | Mark Vlasic       | Iowa            | QB     |
| 30 décembre 1986 | Todd Santos       | San Diego State | QB     |
| 30 décembre 1986 | Richard Brown     | San Diego State | LB     |
| 30 décembre 1987 | Craig Burnett     | Wyoming         | QB     |
| 30 décembre 1987 | Anthony Wright    | Iowa            | CB     |
| 30 décembre 1988 | Barry Sanders     | Oklahoma State  | RB     |
| 30 décembre 1988 | Sim Drain         | Oklahoma State  | LB     |
| 29 décembre 1989 | Blair Thomas      | Penn State      | RB     |
| 29 décembre 1989 | Ty Detmer         | BYU             | QB     |
| 29 décembre 1990 | Bucky Richardson  | Texas A&M       | QB     |
| 29 décembre 1990 | William Thomas    | Texas A&M       | LB     |
| 30 décembre 1991 | Ty Detmer         | BYU             | QB     |
| 30 décembre 1991 | Josh Arnold       | BYU             | DB     |
| 30 décembre 1991 | Carlos James      | Iowa            | DB     |
| 30 décembre 1992 | Michael Carter    | Hawaii          | QB     |
| 30 décembre 1992 | Junior Tagoai     | Hawaii          | DT     |
| 30 décembre 1993 | Raymont Harris    | Ohio State      | RB     |
| 30 décembre 1993 | Lorenzo Styles    | Ohio State      | LB     |
| 30 décembre 1993 | John Walsh        | BYU             | QB     |
| 30 décembre 1994 | Todd Collins      | Michigan        | QB     |
| 30 décembre 1994 | Matt Dyson        | Michigan        | LB     |
| 30 décembre 1994 | Anthoney Hill     | Colorado State  | QB     |
| 29 décembre 1995 | Brian Kavanagh    | Kansas State    | QB     |
| 29 décembre 1995 | Mario Smith       | Kansas State    | DB     |
| 30 décembre 1996 | Koy Detmer        | Colorado        | QB     |
| 30 décembre 1996 | Nick Ziegler      | Colorado        | DE     |
| 29 décembre 1997 | Moses Moreno      | Colorado State  | QB     |
| 29 décembre 1997 | Darran Hall       | Colorado State  | WR     |
| 30 décembre 1998 | Keith Smith       | Arizona         | QB     |
| 30 décembre 1998 | Mike Rucker       | Nebraska        | DE     |
| 29 décembre 1999 | Jonathan Beasley  | Kansas State    | QB     |
| 29 décembre 1999 | Darren Howard     | Kansas State    | DE     |
| 29 décembre 2000 | Joey Harrington   | Oregon          | QB     |
| 29 décembre 2000 | Rashad Bauman     | Oregon          | DB     |

| Dates            | Joueurs              | Équipes          | Postes |
| ---------------- | -------------------- | ---------------- | ------ |
| 28 décembre 2001 | Major Applewhite     | Texas            | QB     |
| 28 décembre 2001 | Willie Hurst         | Washington       | RB     |
| 28 décembre 2001 | Derrick Johnson      | Texas            | LB     |
| 27 décembre 2002 | Ell Roberson         | Kansas State     | QB     |
| 27 décembre 2002 | Terrell Suggs        | Arizona State    | DE     |
| 30 décembre 2003 | Sammy Moore          | Washington State | WR     |
| 30 décembre 2003 | Kyle Basler          | Washington State | P      |
| 30 décembre 2004 | Sonny Cumbie         | Texas Tech       | QB     |
| 30 décembre 2004 | Vincent Meeks        | Texas Tech       | DB     |
| 29 décembre 2005 | Rhett Bomar          | Oklahoma         | QB     |
| 29 décembre 2005 | C.J. Ah You          | Oklahoma         | DE     |
| 29 décembre 2005 | Anthony Trucks       | Oregon           | DB     |
| 28 décembre 2006 | Marshawn Lynch       | California       | RB     |
| 28 décembre 2006 | Nate Longshore       | California       | QB     |
| 28 décembre 2006 | Desmond Bishop       | California       | LB     |
| 27 décembre 2007 | Colt McCoy           | Texas            | QB     |
| 27 décembre 2007 | Brian Orakpo         | Texas            | DE     |
| 30 décembre 2008 | Jeremiah Masoli      | Oregon           | QB     |
| 30 décembre 2008 | Jairus Byrd          | Oregon           | DB     |
| 30 décembre 2009 | Niles Paul           | Nebraska         | WR     |
| 30 décembre 2009 | Matt O'Hanlon        | Nebraska         | DB     |
| 30 décembre 2010 | Chris Polk           | Washington       | RB     |
| 30 décembre 2010 | Mason Foster         | Washington       | LB     |
| 28 décembre 2011 | David Ash            | Texas            | QB     |
| 28 décembre 2011 | Keenan Robinson      | Texas            | LB     |
| 27 décembre 2012 | Lache Seastrunk      | Baylor           | RB     |
| 27 décembre 2012 | Chris McAllister     | Baylor           | DE     |
| 30 décembre 2013 | Davis Webb           | Texas Tech       | QB     |
| 30 décembre 2013 | Will Smith           | Texas Tech       | LB     |
| 27 décembre 2014 | Cody Kessler         | USC              | QB     |
| 27 décembre 2014 | Leonard Williams     | USC              | DE     |
| 30 décembre 2015 | Joel Stave           | Wisconsin        | QB     |
| 30 décembre 2015 | Jack Cichy           | Wisconsin        | LB     |
| 27 décembre 2016 | Rodney Smith         | Minnesota        | RB     |
| 27 décembre 2016 | Blake Cashman        | Minnesota        | LB     |
| 29 décembre 2017 | Brian Lewerke        | Michigan State   | QB     |
| 29 décembre 2017 | Chris Frey Jr.       | Michigan State   | LB     |
| 31 décembre 2018 | Clayton Thorson      | Northwestern     | QB     |
| 31 décembre 2018 | JR Pace              | Northwestern     | S      |
| 27 décembre 2019 | Ihmir Smith-Marsette | Iowa             | WR     |
| 27 décembre 2019 | A. J. Epenesa        | Iowa             | DE     |
| 28 décembre 2022 | Bucky Irving         | Oregon           | RB     |
| 28 décembre 2022 | Mase Funa            | Oregon           | LB     |
| 27 décembre 2023 | Miller Moss          | USC              | QB     |
| 27 décembre 2023 | Jaylin Smith         | USC              | S      |

## Statistiques par équipes
M.à.j. le 4 décembre 2024
| Rang | Équipes          | Nbre d'Apparitions | G-(N)-P |
| ---- | ---------------- | ------------------ | ------- |
| 1    | BYU              | 11                 | 4–(1)–6 |
| 2    | Texas            | 5                  | 3–2     |
| 3    | Oregon           | 4                  | 3–1     |
| 4    | Iowa             | 4                  | 3–(1)–0 |
| 6    | USC              | 4                  | 2–2     |
| 6    | Nebraska         | 4                  | 1–3     |
| 7    | Washington       | 4                  | 1–3     |
| 8    | Washington State | 4                  | 1–3     |
| 9    | Arizona State    | 4                  | 0–4     |
| 10   | Kansas State     | 3                  | 3–0     |
| 11   | Colorado State   | 3                  | 1–2     |
| 11   | California       | 3                  | 1–2     |
| 13   | Ohio State       | 2                  | 2–0     |
| 13   | Texas Tech       | 2                  | 2–0     |
| 13   | Wisconsin        | 2                  | 1-0     |
| 16   | Arizona          | 2                  | 1–1     |
| 16   | Michigan         | 2                  | 1–1     |
| 16   | Oklahoma State   | 2                  | 1–1     |
| 16   | Texas A&M        | 2                  | 1–1     |
| 20   | Missouri         | 2                  | 0–2     |
| 20   | Wyoming          | 2                  | 0–2     |
| 23   | Arkansas         | 1                  | 1–0     |
| 23   | Baylor           | 1                  | 1–0     |
| 23   | Colorado         | 1                  | 1–0     |
| 23   | Hawaii           | 1                  | 1–0     |
| 23   | Michigan State   | 1                  | 1–0     |
| 23   | Minnesota        | 1                  | 1–0     |
| 23   | Indiana          | 1                  | 1–0     |
| 23   | Navy             | 1                  | 1–0     |
| 23   | Northwestern     | 1                  | 1–0     |
| 23   | Oklahoma         | 1                  | 1–0     |
| 23   | Penn State       | 1                  | 1–0     |
| 34   | Illinois         | 1                  | 0–1     |
| 34   | Louisville       | 1                  | 0–1     |
| 34   | North Carolina   | 1                  | 0–1     |
| 34   | San Diego State  | 1                  | 0–1     |
| 34   | SMU              | 1                  | 0–1     |
| 34   | UCLA             | 1                  | 0–1     |
| 34   | Utah             | 1                  | 0–1     |

## Statistiques par Conférences
M.à.j. le 4 décembre 2024
| Conférences        | Apparitions | Gagnés | Perdus | Nuls | %    |
| ------------------ | ----------- | ------ | ------ | ---- | ---- |
| Big 12             | 18          | 11     | 7      | 0    | 61,1 |
| Big Ten            | 15          | 11     | 3      | 1    | 76,7 |
| Pac-12 (ex Pac-10) | 27          | 9      | 18     | 0    | 33,3 |
| WAC                | 18          | 6      | 11     | 1    | 36,1 |
| SWC                | 3           | 2      | 1      | 0    | 66,7 |
| Big 8              | 3           | 2      | 1      | 0    | 66,7 |
| Indépendants       | 2           | 2      | 0      | 0    | 100  |